# Parque nacional Fertő-Hanság

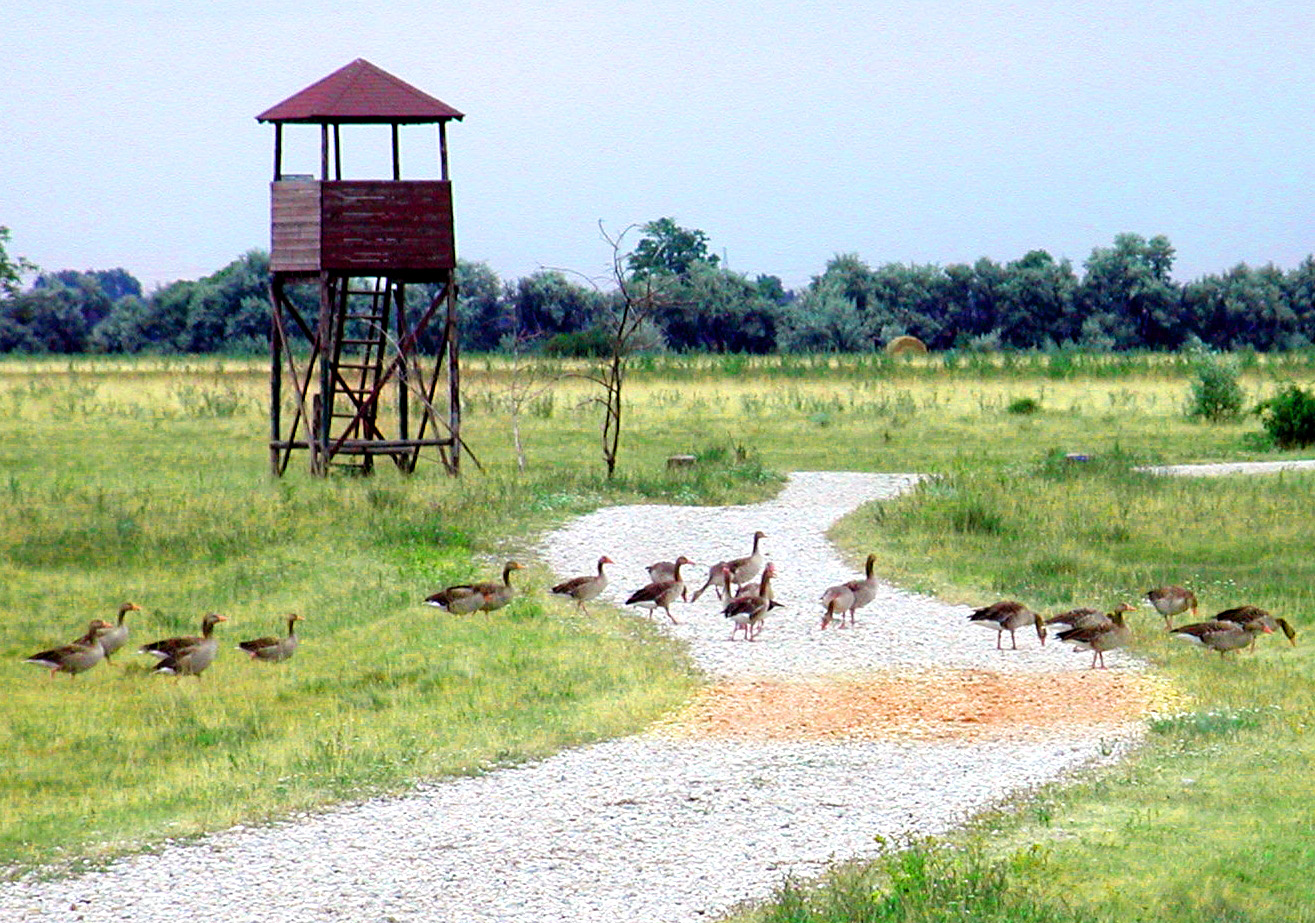
Parque Nacional Fertő-Hanság

O Parque Nacional Fertő-Hanság (em húngaro:  Fertő-Hanság Nemzeti Park) é um parque nacional ao noroeste da Hungria no condado de Győr-Moson-Sopron. Foi criado em 1991 e oficialmente aberto em conjunto com o Parque Neusiedler, na Áustria, no mesmo ano. Ambos parques são conectados pelo Lago de Neusiedl. O parque cobre uma área de 235.88 km².
O Lago Fertő é o terceiro maior lago da Europa Central, e o mais ocidental dos grandes lagos salgados da eurásia. Graças ao seu nível raso de água e aos ventos, o lago muda constantemente a sua forma.
Em conjunto com o Lago de Neusiedl foi eleito Patrimônio Mundial em 1991.